# Prvački trofej 2008. (hokej na travi)
30. Prvački trofej se održao 2008. godine.

## Mjesto i vrijeme održavanja
Održao se od 21. do 29. lipnja 2008. u nizozemskom gradu Rotterdamu. Susreti su se igrali na stadionu HC Rotterdam Hazelaarwegu, kojemu se pred natjecanje povećalo kapacitet s 5 na 8 tisuća mjesta za sjedenje.

## Natjecateljski sustav
Igralo se po jednostrukom ligaškom sustavu. Za pobjedu se dobivalo 3 boda, za neriješeno 1 bod, a za poraz nijedan bod.
Nakon ligaškog dijela, igralo se za poredak. Prvi i drugi na ljestvici su doigravali za zlatno odličje, treći i četvrti za brončano odličje, a peti i šesti na ljestvici za 5. i 6. mjesto. 6. je ispadao u niži natjecateljski razred.

## Sudionici
- Australija (olimpijski pobjednik 2004.)
- Njemačka (svj. prvak 2006.)
- J. Koreja (4. na SP-u 2006.)
- Nizozemska (domaćin)
- Španjolska (brončani sa SP-a 2006.)
- Argentina (pobjednica Champions Challengea 2007.)

### Argentina
Trener: Carlos Retegui
| 1. Juan Manuel Vivaldi (vratar) 2. Juan Gilardi 3. Juan Martin Lopez 4. Matias Vila (kapetan) 5. Mario Almada 6. Lucas Rey 7. Rodrigo Vila 8. Matias Paredes 9. Lucas Cammareri | 1. Lucas Vila 2. Juan Garreta 3. Tomás Argento 4. Matias Rey 5. Lucas Argento 6. Joaquin Gonzalez Rothberg (vratar) 7. Facundo Callioni 8. Agustin Corradini 9. Ignacio Bergner |

### Australija
Trener: Barry Dancer
| 1. Jamie Dwyer 2. Liam de Young 3. Robert Hammond 4. Mark Knowles 5. Eddie Ockenden 6. David Guest 7. Luke Doerner 8. Grant Schubert 9. Bevan George (kapetan) | 1. Andrew Smith 2. Stephen Lambert (vratar) 3. Eli Matheson 4. Nathan Burgers (vratar) 5. Matthew Wells 6. Travis Brooks 7. Kiel Brown 8. Fergus Kavanagh 9. Des Abbott |

### Njemačka
Trener: Markus Weise
| 1. Ulrich Bubolz (vratar) 2. Christian Schulte (vratar) 3. Philip Witte 4. Maximilian Müller 5. Sebastian Biederlack 6. Carlos Nevado 7. Moritz Fürste 8. Jan-Marco Montag 9. Sebastian Draguhn | 1. Tobias Hauke 2. Tibor Weißenborn 3. Benjamin Wess 4. Niklas Meinert 5. Timo Weß (kapetan) 6. Oliver Korn 7. Matthias Witthaus 8. Florian Keller 9. Philipp Zeller |

### Južna Koreja
Trener: Cho Myung-Jun
| 1. Ko Dong-Sik (vratar) 2. Kim Byung-Hoon 3. Kim Chul 4. Kim Yong-Bae 5. Lee Nam-Yong 6. Seo Jong-Ho (kapetan) 7. Kang Seong-Jung 8. Yoon Sung-Hoon 9. You Hyo-Sik | 1. Yeo Woon-Kon 2. Hong Sung-Kweon 3. Hyun Hye-Sung 4. Cha Jong-Bok 5. Lee Myung-Ho (vratar) 6. Hong Eun-Seong 7. Kang Moon-Kweon 8. Kim Sam-Seok 9. Jang Jong-Hyun |

### Nizozemska
Trener: Roelant Oltmans
| 1. Guus Vogels (vratar) 2. Wouter Jolie 3. Geert-Jan Derikx 4. Thomas Boerma 5. Sander van der Weide 6. Ronald Brouwer 7. Roderick Weusthof 8. Laurence Docherty 9. Jeroen Delmee (kapetan) | 1. Teun de Nooijer 2. Eby Kessing 3. Floris Evers 4. Rob Reckers 5. Matthijs Brouwer 6. Jeroen Hertzberger 7. Timme Hoyng 8. Robert van der Horst 9. Jaap Stockmann (vratar) |

### Španjolska
Trener: Maurits Hendriks
| 1. Francisco Cortés (vratar) 2. Santi Freixa 3. Franc Dinares 4. Francisco Fabregas (kapetan) 5. Víctor Sojo 6. Alex Fábregas 7. Pablo Amat 8. Eduardo Tubau 9. Roc Oliva | 1. Juan Fernández 2. Ramón Alegre 3. Xavier Ribas 4. Albert Sala 5. Rodrigo Garza 6. Sergi Enrique 7. Eduard Arbós 8. Xavier Castillano (vratar) 9. David Alegre |

## Rezultati prvog dijela natjecanja
Vremena od utakmica su prikazana po srednjoeuropskom vremenu (UTC+2)
| 21. lipnja 2008. 10:30                                              |       |                                                                 |                             |
| Australija                                                          | 5 : 3 | J. Koreja                                                       | Suci: John Wright Andy Mair |
| Matheson 4.' Guest 24.' (k.u/k) Dwyer 38.' Smith 40.' De Young 49.' |       | Yeo Woon-Kon 28.' Jang Jong-Hyun 47.' (k.u/k) Lee Nam-Yong 58.' | Suci: John Wright Andy Mair |

| 21. lipnja 2008. 13:00              |       |                           |                                          |
| Njemačka                            | 2 : 2 | Argentina                 | Suci: Juan Manuel Requena Satinder Kumar |
| Keller 6.' (k.u/k) Weß 69.' (k.u/k) |       | Paredes 25.' R. Vila 55.' | Suci: Juan Manuel Requena Satinder Kumar |

| 21. lipnja 2008. 15:30                        |       |                    |                                      |
| Nizozemska                                    | 3 : 1 | Španjolska         | Suci: David Gentles Christian Blasch |
| De Nooijer 10.' R. Brouwer 19.' Docherty 53.' |       | Ribas 61.' (k.u/k) | Suci: David Gentles Christian Blasch |

| 22. lipnja 2008. 11:00              |       |               |                                     |
| Argentina                           | 2 : 1 | Australija    | Suci: Christian Blasch Rob ten Cate |
| L. Vila 7.' (k.u/k) T. Argento 15.' |       | Kavanagh 22.' | Suci: Christian Blasch Rob ten Cate |

| 22. lipnja 2008. 13:30                                                        |       |                                                         |                               |
| Španjolska                                                                    | 7 : 2 | J. Koreja                                               | Suci: Andy Mair Roel van Eert |
| Ribas 7.' (k.u/k) Amat 23.' 27.' 39.' 40.' R. Alegre 56.' (k.u/k) Freixa 60.' |       | Kim Byung-Hoon 48.' (k.u/k) Jang Jong-Hyun 70.' (k.u/k) | Suci: Andy Mair Roel van Eert |

| 22. lipnja 2008. 16:00                                                           |       |                                             |                                         |
| Nizozemska                                                                       | 5 : 3 | Njemačka                                    | Suci: Juan Manuel Requena David Gentles |
| Weusthof 34.' (k.u/k) 41.' (k.u/k) Reckers 39.' R. Brouwer 45.' Hertzberger 52.' |       | Keller 3.' 24.' (k.u/k) Montag 70.' (k.u/k) | Suci: Juan Manuel Requena David Gentles |

| 24. lipnja 2008. 13:00                               |       |                                                                |                                  |
| Njemačka                                             | 4 : 3 | J. Koreja                                                      | Suci: Rob ten Cate David Gentles |
| Keller 3.' 21.' (k.u.) Korn 7.' Draguhn 13.' (k.u/k) |       | Kim Byung-Hoon 16.' (k.u/k) Lee Nam-Yong 50.' Seo Jong-Ho 64.' | Suci: Rob ten Cate David Gentles |

| 24. lipnja 2008. 15:00 |       |                |                                      |
| Australija             | 1 : 1 | Španjolska     | Suci: Roel van Eert Christian Blasch |
| Schubert 54.'          |       | D. Alegre 64.' | Suci: Roel van Eert Christian Blasch |

| 24. lipnja 2008. 19:30 |       |            | |
| Argentina              | 1 : 0 | Nizozemska | Suci: John Wright Satinder Kumar+ Na poluvremenu ga je zamijenio Juan Manuel Requena zbog ozljede. |
| Gilardi 70.' (k.u/k)   |       |            | Suci: John Wright Satinder Kumar+ Na poluvremenu ga je zamijenio Juan Manuel Requena zbog ozljede. |

| 25. lipnja 2008. 19:30   |       |               |                               |
| Španjolska               | 2 : 1 | Argentina     | Suci: David Gentles Andy Mair |
| Freixa 21.' 43.' (k.u/k) |       | Callioni 10.' | Suci: David Gentles Andy Mair |

| 26. lipnja 2008. 17:00                 |       |                     |                                |
| Australija                             | 3 : 1 | Njemačka            | Suci: John Wright Rob ten Cate |
| Dwyer 17.' Kavanagh 44.' Ockenden 50.' |       | Keller 26.' (k.u/k) | Suci: John Wright Rob ten Cate |

| 26. lipnja 2008. 19:30                                                             |       |                                                      |                                            |
| J. Koreja                                                                          | 4 : 3 | Nizozemska                                           | Suci: Christian Blasch Juan Manuel Requena |
| Jang Jong-Hyun 27.' (k.u/k) 68.' (k.u/k) Seo Jong-Ho 32.' Yeo Woon-Kon 64.' (k.u.) |       | De Nooijer 5.' Weusthof 41.' (k.u/k) R. Brouwer 63.' | Suci: Christian Blasch Juan Manuel Requena |

| 27. lipnja 2008. 17:30                  |       |                                                                     |                                 |
| J. Koreja                               | 2 : 4 | Argentina                                                           | Suci: John Wright Roel van Eert |
| Jang Jong-Hyun 38.' (k.u/k) 67.' (k.u.) |       | Paredes 26.' (k.u/k) R. Vila 47.' 60.' (k.u/k) Gilardi 57.' (k.u/k) | Suci: John Wright Roel van Eert |

| 28. lipnja 2008. 13:00 |       |                                             |                                   |
| Njemačka               | 0 : 3 | Španjolska                                  | Suci: Roel van Eert David Gentles |
|                        |       | Amat 1.' D. Alegre 39.' Freixa 42.' (k.u/k) | Suci: Roel van Eert David Gentles |

| 28. lipnja 2008. 15:00              |       |                                      |                                    |
| Nizozemska                          | 2 : 3 | Australija                           | Suci: John Wright Christian Blasch |
| Derikx 5.' (k.u/k) Hertzberger 54.' |       | Schubert 35.' Dwyer 48.' Brooks 62.' | Suci: John Wright Christian Blasch |

### Poredak nakon prvog dijela natjecanja
```
 1. 
 Španjolska        5      3     1     1     (14: 7)      
10

 2. 
 Australija        5      3     1     1     (13: 9)      
10

 
 3. 
 Argentina         5      3     1     1     (10: 7)      
10

 
 4. 
 Nizozemska        5      2     0     3     (13:12)      
 6

 
 5. 
 Njemačka          5      1     1     3     (10:16)      
 4

 
 6. 
 J. Koreja         5      1     0     4     (14:23)       
3
```

## Doigravanje
- za 5. mjesto

| 29. lipnja 2008. 11:00                   |       |                   |                                   |
| Njemačka                                 | 3 : 1 | J. Koreja         | Suci: Satinder Kumar Rob ten Cate |
| Draguhn 12.' Weißenborn 62.' Keller 69.' |       | Yeo Woon-Kon 33.' | Suci: Satinder Kumar Rob ten Cate |

- za brončano odličje

| 29. lipnja 2008. 13:30                                                        |                            |                                                                                       |                                     |
| Argentina                                                                     | 2 : 2 (prod.) (5 : 3) ras. | Nizozemska                                                                            | Suci: Andy Mair Juan Manuel Requena |
| Almada 17.' Paredes 62.' raspucavanje L. Vila Gilardi R. Vila M. Vila Paredes |                            | De Nooijer 5.' R. Brouwer 31.' raspucavanje R. Brouwer Reckers Weusthof Van der Horst | Suci: Andy Mair Juan Manuel Requena |

- za zlatno odličje

| 29. lipnja 2008. 16:00                                  |       |                    |                                    |
| Australija                                              | 4 : 1 | Španjolska         | Suci: John Wright Christian Blasch |
| Abbott 6.' Dwyer 52.'(k.u.) Ockenden 60.' Matheson 70.' |       | Ribas 12.' (k.u/k) | Suci: John Wright Christian Blasch |

## Završni poredak
| Mj. | Momčad     |
| --- | ---------- |
| 1.  | Australija |
| 2.  | Španjolska |
| 3.  | Argentina  |
| 4.  | Nizozemska |
| 5.  | Njemačka   |
| 6.  | J. Koreja  |

| Pobjednici               |
| ------------------------ |
| Australija Deveti naslov |

## Najbolji sudionici
| Najbolji strijelac | Najbolji vratar     | najbolji mladi igrač | najbolji igrač | fair-play  |
| ------------------ | ------------------- | -------------------- | -------------- | ---------- |
| Florian Keller     | Juan Manuel Vivaldi | Eddie Ockenden       | Jamie Dwyer    | Španjolska |

## Vanjske poveznice
- Službene stranice natjecanja  Arhivirana inačica izvorne stranice od 13. srpnja 2006. (Wayback Machine)